# Рівень Фермі

Рис. 1

Рівень Фермі — значення електрохімічного потенціалу при нульовій температурі. Неформально фізики часто називають рівнем Фермі електрохімічний потенціал при будь-якій температурі. Для металів значення рівня Фермі збігається зі значенням енергії Фермі, що визначається як енергія найвищого заповненого рівня електронів в основному стані.

## Загальний опис
Електрони в твердому тілі є ферміонами, тобто такими квазічастинками, що не можуть мати однакові значення квантових чисел в одноелектронному наближенні. Тому для побудови основного стану твердого тіла, для якого відомі одноелектронні стани, можна вдатися до наступної процедури. Спочатку виберемо рівень із найнижчою енергією й помістимо на нього два електрони із протилежними спінами, потім заповнимо наступний рівень із дещо більшою енергією, і чинитимемо так доти, доки не використаємо всі електрони твердого тіла. Найвищий заповнений рівень і буде рівнем Фермі для даної твердотільної системи.
У власне напівпровіднику рівень Фермі відповідає середній енергії електронів і дірок, якщо вони відповідно знаходяться поблизу дна зони провідності та верхнього рівня валентної зони, тобто рівень Фермі у власне напівпровіднику знаходиться посередині забороненої зони (рис. 1 а). 
Якщо в напівпровідник вводяться домішки, положення рівня Фермі суттєво змінюється – створюються рівні домішок. У напівпровіднику з донорною домішкою і відповідним рівнем донорної домішки, який розташований на відстані ΔЕд від дна зони провідності, рівень Фермі знаходиться посередині між рівнем донорної домішки і дном зони провідності (рис. 1 б). Якщо у напівпровіднику присутня акцепторна домішка, то рівень Фермі знаходиться посередині між рівнем донорної акцепторної домішки та верхнім рівнем валентної зони (рис. 1 в).
Положення рівня Фермі в напівпровідниках з донорною або акцепторною домішкою визначатиметься наведеними вище рівняннями тільки за тієї умови, що концентрація електронів і дірок, обумовлена внесенням у напівпровідник відповідних домішок, у багато разів бі-льша концентрації цих носіїв струму, що властиві власне провіднику. 
Зміна температури напівпровідника спричиняє зміщення рівня Фермі щодо його первісного положення. Фактор температури сильно впливає на електропровідність напівпровідника. У власне напівпрові-днику з підвищенням температури все більша кількість електронів буде збуджуватись, переборювати заборонену зону, і переходити у зону провідності. Одночасно в такій же кількості у валентній зоні створюватимуться дірки.

## Базові поняття

### Концентрація електронів та дірок в зонах
В загальному випадку концентрація електронів в зоні провідності рівна:
{\displaystyle n=\int _{W_{c}}^{\infty }N_{c}(W)f_{n}(W,T)\,dW},
де функція розподілу Фермі- Дірака для електронів:
{\displaystyle f_{n}=\exp \left({\frac {W_{Fn}-W}{kT}}\right)}.
Цей інтеграл доцільніше представити за допомогою безрозмірних змінних:
{\displaystyle x={\frac {W-W_{c}}{kT}},(0\leq x<\infty )}.
Позначимо також:
{\displaystyle \zeta =W_{Fn}-W_{c},\zeta ^{*}=\zeta /kT\ }.

Величина {\displaystyle \zeta } має назву хімічного потенціалу для електронів, а {\displaystyle \zeta ^{*}} — його безрозмірне значення. Позначимо також для скорочення:
{\displaystyle N_{c}=2\left({\frac {2\pi m_{n}kT}{(2\pi \hbar )^{2}}}\right)^{3/2}}.
Ця величина отримала назву «ефективної густини станів в зоні провідності». Тоді вираз для концентрації електронів буде:
{\displaystyle n=N_{c}\Phi _{1/2}(\zeta ^{*}),\ }
де
{\displaystyle \Phi _{1/2}(\zeta ^{*})={\frac {2}{\sqrt {\pi }}}\int _{0}^{\infty }{\frac {x^{1/2}}{1+\exp(x-\zeta ^{*})}}\,dx}
Значення останнього інтегралу залежить від параметра {\displaystyle \theta ^{*}}, тобто від хімічного потенціалу та температури. Цей інтеграл також отримав назву «інтеграл Фермі- Дірака» (в загальному випадку не виражається через елементарні функції).
Аналогічним чином можна знайти концентрацію дірок у валентній зоні напівпровідника. Загальний вираз для концентрації дірок має вигляд:
{\displaystyle p=\int _{-\infty }^{W_{v}}N_{v}(W)f_{p}(W,T)\,dW}.
Вводячи і тут безрозмірні змінні:
{\displaystyle y={\frac {W_{v}-W}{kT}},(0\leq y<\infty }
{\displaystyle \eta ^{*}={\frac {W_{v}-W_{Fp}}{kT}}}
ми приходимо до формули:
{\displaystyle p=N_{v}\Phi _{1/2}(\eta ^{*}).\ }
Тут ефективна густина станів у валентній зоні буде:
{\displaystyle N_{v}=2\left({\frac {2\pi m_{p}kT}{(2\pi \hbar )^{2}}}\right)^{3/2}},
а різниця
{\displaystyle \eta =W_{v}-W_{Fp}=-\zeta -W_{g}\ }
і є хімічний потенціал для дірок, де {\displaystyle W_{g}-} ширина забороненої зони.
При наявності зовнішнього електричного поля, вирази для концентрацій можна переписати у вигляді:
{\displaystyle n=N_{c}\Phi _{1/2}\left(\zeta _{0}^{*}+{\frac {e\phi }{kT}}\right),}
{\displaystyle p=N_{v}\Phi _{1/2}\left(\eta _{0}^{*}-{\frac {e\phi }{kT}}\right),}
де {\displaystyle \phi }- потенціал зовнішнього поля, а {\displaystyle \zeta _{0}^{*}} та {\displaystyle \eta _{0}^{*}}- хімічні потенціали у відсутності поля.

### Невироджені напівпровідники
У випадку невиродженого напівпровідника ми маємо виконання умови:
{\displaystyle \exp(x-\zeta ^{*})\gg 1,}
і тому інтеграл Фермі спрощується:
{\displaystyle \Phi _{1/2}(\zeta ^{*})=\exp \zeta ^{*}\cdot {\frac {2}{\sqrt {\pi }}}\int _{0}^{\infty }e^{-x}x^{1/2}\,dx}
Інтеграл, що сюди входить, добре відомий:
{\displaystyle \int _{0}^{\infty }e^{-x}x^{1/2}\,dx=2\int _{0}^{\infty }e^{-z^{2}}z^{2}\,dz=0,5{\sqrt {\pi }}}.
Тому
{\displaystyle \Phi _{1/2}(\zeta ^{*})=\exp \zeta ^{*}=\exp {\frac {W_{F}-W_{c}}{kT}}},
а значить і концентрація електронів тут буде:
{\displaystyle n=N_{c}\exp {\frac {W_{F}-W_{c}}{kT}}}.
Аналогічним чином спрощується вираз і для концентрації дірок в невиродженому напівпровіднику. Тут виконується співвідношення:
{\displaystyle \exp(y-\eta ^{*})\gg 1,},
і тому ми тут будемо мати концентрацію дірок:
{\displaystyle p=N_{v}\exp {\frac {W_{v}-W_{F}}{kT}}}.
Отримані вирази для концентрацій електронів та дірок дозволяють виявити зміст назв ефективна густина станів в зонах для величин {\displaystyle N_{c}} та {\displaystyle N_{v}}.
Експоненційний множник в цих виразах є по суті розподіл Максвелла- Больцмана, що дає ймовірність заповнення квантового стану з енергією {\displaystyle W_{c}}. Тому формула для концентрації електронів означає, що для невиродженого напівпровідника концентрація рухливих електронів виходить така ж, якби замість неперервного розподілу станів в зоні, в кожній одиниці об'єму було {\displaystyle N_{c}} станів з однаковою енергією {\displaystyle W_{c}}
Оцінку густини станів можна зробити шляхом покладання ефективної маси електронів {\displaystyle m_{n}} значенню маси ізольованого електрона {\displaystyle m_{0}}. Тоді при температурі {\displaystyle T=300}K ми отримаємо {\displaystyle N_{v}=2,510\cdot 10^{19}cm^{-3}}. Для іншої температури ми маємо наступну оцінку:
{\displaystyle N_{c(v)}=2,510\cdot 10^{19}\left({\frac {m_{n(p)}}{m_{0}}}\right)^{3/2}\left({\frac {T}{300}}\right)^{3/2}}
де {\displaystyle m_{n(p)}-} ефективна маса електронів або дірок, відповідно.
Добуток концентрацій електронів та дірок для невиродженого напівпровідника не залежить від положення рівня Фермі:
{\displaystyle np=n_{i}^{2}=N_{c}N_{v}\exp \left(-{\frac {W_{g}}{kT}}\right)}
де {\displaystyle n_{i}}- концентрація електронів при {\displaystyle n=p}, тобто у власному напівпровіднику. Це співвідношення використовуєтться для визначення термічної ширини забороненої зони {\displaystyle W_{g}} за експериментальними результатами залежності концентрації {\displaystyle n_{i}} від температури.

### Вироджені напівпровідники
Інший крайній випадок — вироджені напівпровідники. При сильному виродженні маємо виконання умови:
{\displaystyle \exp {\frac {W_{c}-W_{F}}{kT}}\ll 1.}
В цьому випадку рівень Фермі лежить в зоні провідності, а концентрація електронів в зоні {\displaystyle n\gg N_{c}.} В цьому випадку в інтегралі Фермі маємо {\displaystyle \exp(x-\zeta ^{*})\ll 1.}
Як верхню межу інтегрування можна взяти {\displaystyle x_{m}=(W_{F}-W_{c})/kT}. Це справедливо при {\displaystyle T=0}, проте навіть при більших температурах {\displaystyle T\neq 0} цією оцінкою також можна користуватися, оскільки функція Фермі- Дірака швидко зменшується при {\displaystyle E>W_{F}}. Тоді інтеграл Фермі обчислюється безпосередньо:
{\displaystyle n=N_{c}{\frac {2}{\sqrt {\pi }}}\int _{0}^{x_{m}}x^{1/2}\,dx={\frac {4}{3{\sqrt {\pi }}}}N_{c}x_{m}^{3/2}={\frac {4}{3{\sqrt {\pi }}}}N_{c}\left({\frac {W_{F}-W_{c}}{kT}}\right)^{3/2}}
При температурі абсолютного нуля всі стани в зоні, енергія яких {\displaystyle E>W_{F}}, є вільні, а всі стани з енергією {\displaystyle E<W_{F}} — зайняті електронами.
Тому хімічний потенціал електронів {\displaystyle \zeta =W_{F}-W_{c}} є максимальна енергія електронів при {\displaystyle T=0}. Цю величину, яка відіграє важливу роль в теорії металів, часто називають енергією Фермі.
У випадку сильного виродження вона буде:
{\displaystyle \zeta ={\frac {(3\pi )^{2/3}\hbar ^{2}n^{2/3}}{2m_{n}}}.}
Для напівпровідника {\displaystyle p-} типу, аналогічним чином в інтегралі Фермі {\displaystyle \Phi _{1/2}(\eta ^{*})} можна покласти {\displaystyle \exp(y-\eta ^{*})\gg 1,} а якості верхньої межі можна вибрати {\displaystyle y_{m}=(W_{v}-W_{F})/kT}. Тоді енергія Фермі буде:
{\displaystyle \eta ={\frac {(3\pi )^{2/3}\hbar ^{2}p^{2/3}}{2m_{p}}}.}

### Рівень Фермі у власному напівпровіднику
У випадку власного напівпровідника {\displaystyle p_{i},n_{i}\ll n,p}, тому умова нейтральності приймає вигляд {\displaystyle n=p}. Якщо ширина забороненої зони напівпровідника досить велика, так що вона має дуже багато {\displaystyle kT}, і якщо ефективні маси електронів {\displaystyle m_{n}} та дірок {\displaystyle m_{p}} одного порядку величини, тоді рівень Фермі буде в достатній мірі віддалений від країв зон, і напівпровідник буде невиродженим. В цьому випадку ми маємо наступне співвідношення для концентрацій електронів {\displaystyle n} та дірок {\displaystyle p}:
{\displaystyle N_{c}\exp {\frac {W_{F}-W_{c}}{kT}}=N_{v}\exp {\frac {W_{v}-W_{F}}{kT}}},
звідки знаходимо величину рівня Фермі:
{\displaystyle W_{F}=W_{i}-{\frac {1}{2}}kT\ln {\frac {N_{c}}{N_{v}}}=W_{i}-{\frac {3}{4}}kT\ln {\frac {m_{n}}{m_{p}}}},
де {\displaystyle W_{i}=0,5(W_{v}+W_{c})}- енергія середини заборононеї зони.
При температурі абсолютного нуля {\displaystyle T=0} рівень Фермі розташований точно посередині забороненої зони. При підвищенні температури він віддаляється від зони більш важких носіїв заряду і наближається до зони більш легких.
Із виразу для рівня Фермі видно, що якщо {\displaystyle m_{n}} та {\displaystyle m_{p}} сильно відрізняються по величині, то при підвищенні температури рівень Фермі може наблизитись до зони легких носіїв на віддаль порядку {\displaystyle kT}, або навіть опинитися всередині зони. Тому такі напівпровідники при нагрівання можуть стати виродженими.

### Напівпровідник з домішками одного типу
Розглянемо напівпровідник, який містить прості донори з енергетичним рівнем {\displaystyle W_{d}}. Будемо також вважати, що температура не дуже висока і тому власною провідністю можна знехтувати. В цьому випадку електрони в зоні провідності виникають за рахунок іонізації донорів. Знайдемо концентрацію електронів в зоні і положення рівня Фермі.
Умова нейтральності в загальному випадку має вигляд:
{\displaystyle p+p_{i}-n-n_{i}=0\ }.
При виконанні умови
{\displaystyle p\ll n,p_{i}=0\ }
її можна переписати:
{\displaystyle {\frac {N_{d}}{1+{\frac {g_{1}}{g_{0}}}\exp {\frac {W_{F}-W_{d}}{kT}}}}=N_{c}\Phi _{1/2}\left({\frac {W_{F}-W_{d}}{kT}}\right)}
Із цього рівняння можна визначити рівень Фермі {\displaystyle W_{F}}. Проте в загальному випадку для розв'язку необхідно використовувати чисельні методи. Тому розглянемо випадок невиродженого напівпровідника, коли:
{\displaystyle \Phi _{1/2}\left({\frac {W_{F}-W_{d}}{kT}}\right)\simeq \exp {\frac {W_{F}-W_{d}}{kT}}}.
Оскільки експоненту можна подати у вигляді:
{\displaystyle \exp {\frac {W_{F}-W_{d}}{kT}}={\frac {n}{N_{c}}}\exp {\frac {\Im }{kT}}},
де {\displaystyle \Im =W_{c}-W_{d}} енергія іонізації донора. Тому умову нейтральності можна переписати:
{\displaystyle {\frac {n^{2}}{N_{d}-n}}=n_{1}(T)},
де
{\displaystyle n_{1}={\frac {g_{0}}{g_{1}}}N_{c}\exp \left(-{\frac {\Im }{kT}}\right)}.
Останнє співвідношення приводить до квадратичного рівняння відносно {\displaystyle n}, позитивний корінь якого є:
{\displaystyle n={\frac {n_{1}}{2}}\left({\sqrt {1+{\frac {4N_{d}}{n_{1}}}}}-1\right)}.
При достатньо низьких температурах, які визначаються умовою {\displaystyle (4N_{d}/n_{1})^{1/2}\gg 1}, значення кореня можна переписати:
{\displaystyle n=\left(N_{d}N_{c}{\frac {g_{0}}{g_{1}}}\right)^{1/2}\exp \left(-{\frac {\Im }{2kT}}\right)}.
А при достатньо високих температурах, {\displaystyle (4N_{d}/n_{1})^{1/2}\ll 1}, отримуємо:
{\displaystyle n=N_{d}.\ }
Цей випадок відповідає повній іонізації донорів.
Для знаходження залежності рівня Фермі від температури необхідно заново розв'язувати рівняння нейтральності. У випадку невироджених напівпровідників це дає:
{\displaystyle W_{F}-W_{c}=kT\ln {\frac {n_{1}}{2N_{c}}}\left({\sqrt {1+4N_{d}/n_{1}}}-1\right)}.
При низькихї температурах, цю формулу можна переписати:
{\displaystyle W_{F}-W_{c}={\frac {1}{2}}(W_{d}-W_{c})+{\frac {1}{2}}kT\ln \left({\frac {g_{0}N_{d}}{g_{1}N_{c}}}\right)}
Коли {\displaystyle T\to 0}, тоді рівень Фермі {\displaystyle W_{F}} розташований посередині між {\displaystyle W_{c}} та {\displaystyle W_{v}}.
У випадку нескомпенсованих акцепторів справедливі аналогічні співвідношення.

### Компенсовані напівпровідники
В реальних напівпровідниках ми маємо завжди крім доцільного введення донорів, деяку концентрацію компенсуючих їх акцепторів (і навпаки).
Це приводить навіть при малих концентраціях паразитних домішок до іншого типу температурної залежності концентрації носіїв заряду та рівня Фермі.
Умова нейтральності в даному випадку приймає вигляд:
{\displaystyle n-p=N_{d}-N_{a}\ }.
Якщо {\displaystyle N_{d}>N_{a}}, то {\displaystyle n>p} і ми будемо мати напівпровідник {\displaystyle n-} типу. При малих температурах концентрацією неосновних носіїв заряду можна знехтувати, так що:
{\displaystyle n\simeq N_{d}-N_{a}}.
Таким чином концентрація в зоні стає такою, що ніби- то в напівпровіднику є тільки донори, проте з трохи меншою концентрацією.
Якщо концентрація акцепторів більша від концентрації донорів, то ми будемо мати напівпровідник {\displaystyle p}-типу, а концентрація дірок в домішковій області буде:
{\displaystyle p\simeq N_{a}-N_{d}}.
Нарешті, якщо концентрації донорів та акцепторів рівні одна одній, тоді {\displaystyle n=p}. Крім того, для невиродженого напівпровідника маємо {\displaystyle np=n_{i}}, і тому концентрації електронів та дірок будуть однаковими:
{\displaystyle n=p=n_{i}\ },
тобто симулюється ситуація ніби то в напівпровіднику повністю відсутні домішки.
Детальну функціональну залежність концентрації в компенсованому напівпровіднику {\displaystyle n-} типу розглянемо при умові, що {\displaystyle N_{a}<N_{d}}. Звичайно, будемо рахувати напівпровідник не виродженим.
Умова нейтральності в цьому випадку приймає вигляд:
{\displaystyle {\frac {N_{d}}{1+{\frac {g_{1}}{g_{0}}}\exp {\frac {W_{F}-W_{d}}{kT}}}}=n+N_{a}.}
Виражаючи знову експоненту через концентрацію електронів {\displaystyle n}, цю умову можна переписати у вигляді:
{\displaystyle {\frac {n(n+N_{a})}{N_{d}-N_{a}-n}}=n_{1}(T),}
де {\displaystyle n_{1}(T)} функція, яка уже розглянута вище. При {\displaystyle N_{a}=0} це рівняння спрощується до вигляду, розглянутого вище. Проте при дуже низьких температурах, коли {\displaystyle n\ll N_{a},N_{d}-N_{a},} його можна переписати:
{\displaystyle n={\frac {N_{d}-N_{a}}{N_{a}}}{\frac {g_{0}}{g_{1}}}N_{c}\exp \left(-{\frac {\Im _{d}}{kT}}\right).}
Таким чином, в координатах {\displaystyle \ln(nT^{-3/2})} та {\displaystyle 1/T} залежність {\displaystyle n(T)} має вигляд прямої лінії.
Проте в цьому випадку нахил цієї прямої рівний {\displaystyle \Im /k}, тобто відповідає не половині, а повній енергії іонізації {\displaystyle \Im }. Із останнього виразу видно, що концентрація компенсуючих акцепторів сильно впливає на концентрацію електронів в зоні і може змінювати її на багато порядків.
В загальному випадку домішкової провідності концентрація знаходиться шляхом розв'язку квадратного рівняння:
{\displaystyle n={\frac {1}{2}}(N_{a}+n_{1})\left({\sqrt {1+{\frac {4(N_{d}-N_{a})n_{1}}{(N_{a}+n_{1})^{2}}}}}-1\right)}.
При досить високих температурах, коли {\displaystyle {\frac {4(N_{d}-N_{a})n_{1}}{(N_{a}+n_{1})^{2}}}\ll 1} а також {\displaystyle n_{1}\gg 1}, тоді будемо мати:
{\displaystyle n\simeq N-d-N_{a}}.
Цю область температур називають областю виснаження донорів.
Енергія Фермі у випадку компенсованих напівпровідників має вигляд:
{\displaystyle W_{F}-W_{c}=kT\ln {\frac {N_{a}+n_{1}}{2N_{c}}}\left({\sqrt {1+{\frac {4(N_{d}-N_{a})n_{1}}{(N_{a}+n_{1})^{2}}}}}-1\right)}.
При низьких температурах ця формула спрощується до вигляду:
{\displaystyle W_{F}=W_{d}-kT\ln \left({\frac {N_{a}}{N_{d}-N_{a}}}{\frac {g_{1}}{g_{0}}}\right)}.
Якщо {\displaystyle T\to 0}, тоді {\displaystyle W_{F}} прямує до {\displaystyle W_{d}} тоді, як в нескомпенсованому напівпровіднику {\displaystyle W_{F}} знаходиться посередині між рівнями {\displaystyle W_{c}} та {\displaystyle W_{d}}.

## Піннінг рівня Фермі
Коли густина поверхневих енергетичних станів досить висока (>1012/см²), тоді позиція рівня Фермі визначається нейтральним рівнем поверхневих станів і стає незалежною від варіацій роботи виходу.